# All or Nothing (Glee)
All or Nothing es el 22.º y final episodio de la cuarta temporada de la serie estadounidense Glee, y el 88.º episodio de la serie en sí. Escrito por Ian Brennan y dirigido por Bradley Buecker, el episodio se emitió por primera vez en Fox en los Estados Unidos el 9 de mayo de 2013. Patty Duke y Meredith Baxter hacen sus primeras apariciones como una pareja de lesbianas, Jan y Liz, ue se unirán al elenco de la serie como invitadas, y Jessica Sanchez vuelve como Frida Romero, una enérgica cantante que participa en el concurso estatal contra New Directions.
- Datos: Q13099923